# A. Le Coq

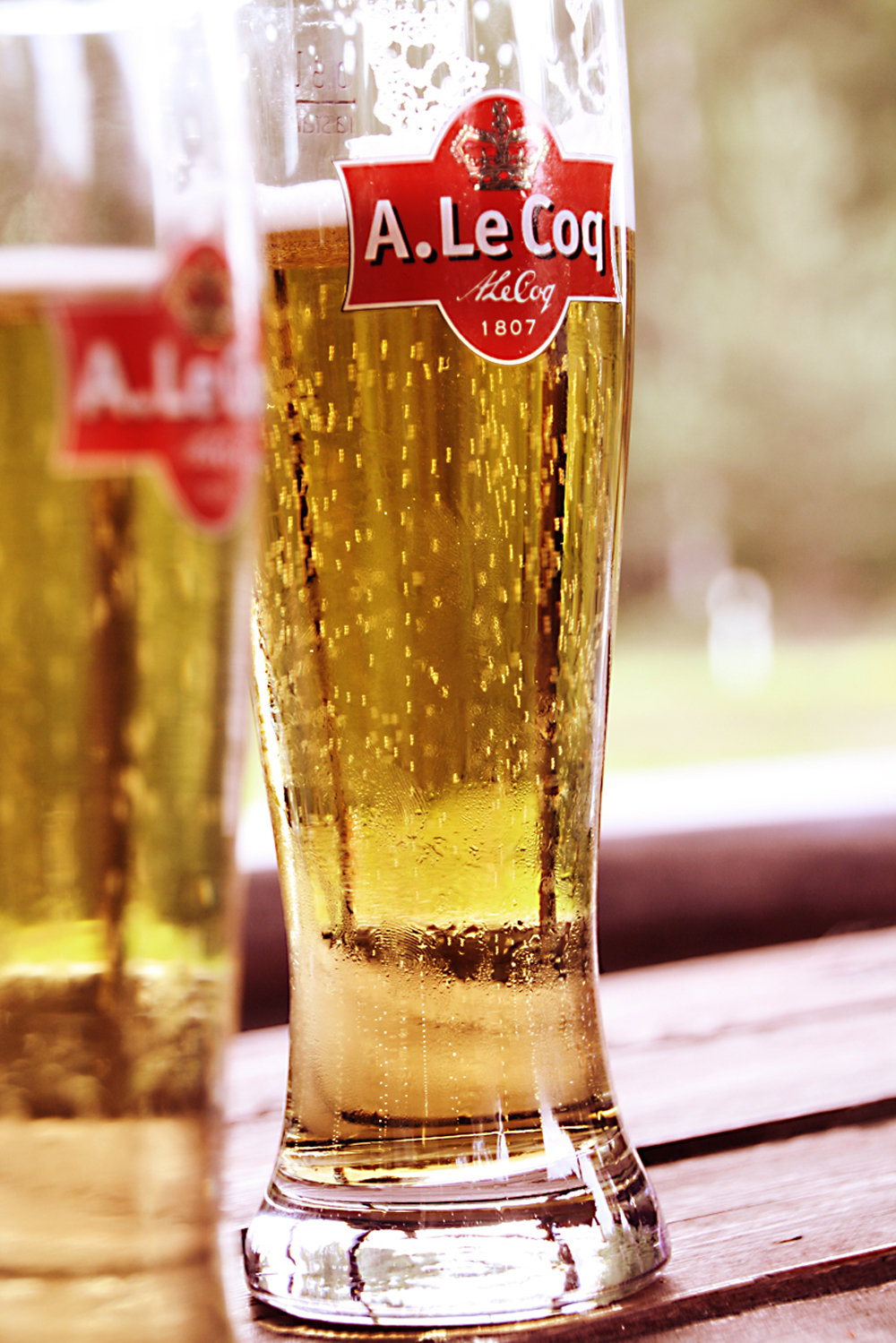
Kufel piwa A. Le Coq

A. Le Coq (est. wym. [aˑleˈkokː]) – estoński browar założony przez Alberta Le Coqa w 1807 roku w Londynie, obecnie korzystający z browaru w Tartu. Zakład został w 1997 roku zakupiony przez fińskie przedsiębiorstwo Olvi.
W browarze wytwarzanych jest wiele różnych napojów, w tym piwa, cydr, napoje typu long drink, napoje bezalkoholowe i inne. Najlepiej znanym produktem browaru jest piwo A. Le Coq Premium, które według badań AC Nielsen z września 2008 roku było najpopularniejszym piwem w Estonii. Stadion Lilleküla w Tallinnie nosi obecnie nazwę A. Le Coq Arena.
Mottem przedsiębiorstwa jest slogan Asi on maitses, co po estońsku oznacza Chodzi o smak. Dla celów reklamowych rockowy zespół Smilers nagrał utwór o tym właśnie tytule.
W lutym 2013 firma podpisała pięcioletni kontrakt z Eesti Jalgpalli Liit na sponsorowanie estońskiej ligi piłkarskiej.

## Historia
Bezpośrednim poprzednikiem najstarszego estońskiego wciąż czynnego browaru – A. Le Coq w Tartu – są browary B. J. Hessego (1800) i J. R. Schramma (1826). Z biegiem czasu z połączenia wymienionych browarów powstało duże przedsiębiorstwo Tivoli Ltd., któremu w 1913 roku właściciel nadał nazwę A. Le Coq Ltd.
Przedsiębiorstwo A. Le Coq & Co. działające na rynku napojów założono w Prusach w 1807 roku przez pochodzącą z Francji rodzinę Le Coq. W latach 20. XIX wieku Albert L. J. Le Coq przeprowadził się do Londynu, by tam handlować domowym winem. Wkrótce zaczął butelkować i eksportować pod własnym nazwiskiem rosyjskiego imperialnego stoutu. To ciemne i mocne piwo górnej fermentacji zamawiał w dużych browarach w Londynie, gdzie napój rozlewany był z uwzględnieniem gustów rosyjskiego rynku. Na początku lat 80. XIX wieku przedsiębiorstwo zostało wykupione przez rodzinę Sillem.
Wysokie cła pobierane przez Rosję i coraz częściej pojawiające się fałszerstwa uznanej marki spowodowały konieczność przekształcenia w 1904 roku A. Le Coq & Co. (Russia) Ltd. w prywatną spółkę z ograniczoną odpowiedzialnością, a także przeniesienie w 1906 roku siedziby i rozlewni z Londynu do Petersburga. W 1912 roku przedsiębiorstwo otrzymało tytuł królewskiego dostawcy. Właściciele przez wiele lat poszukiwali odpowiedniego browaru, w którym mogliby w Rosji produkować imperialny stout. Ostatecznie, w 1912 roku, wybór padł na browar Tivoli Ltd. w Tartu, który do dziś jest głównym zakładem A. Le Coq.
W 1941 roku zakład znacjonalizowano, a nazwę przedsiębiorstwa zmieniono na Tartu Õlletehas (Browar Tartu). Dopiero w 1997 roku, kiedy przedsiębiorstwo zostało wykupione przez fińską spółkę Olvi, powrócono do nazwy A. Le Coq.

## Produkty
A. Le Coq jest najstarszym browarem w Estonii, a także największym producentem napojów w kraju. Przedsiębiorstwo wytwarza dziesięć rodzajów napojów: wody, syropy, soki, napoje owocowe, napoje bezalkoholowe, napoje energetyzujące, napoje izotoniczne oraz napoje alkoholowe trzech typów: piwo, cydr i napoje long drink oparte na ginie.
Markami przedsiębiorstwa są:
- piwo A. Le Coq

- - Premium,
  - Prmium Extra,
  - Organic beer,
  - Special,
  - Maiz,
  - A. Le Coq I,
  - Alexander,
  - Porer,
  - Chocolate Porter,
  - Pilsner,
  - Double Bock,
  - Tõmmu Hiid,
  - Pils,
  - Disel,

- piwo Saaremaa Tuulik,
- cydr Fizz,
- sok Aura,
- napój energetyzujący Dynami:t,
- napoje izotoniczne Arctic,
- napoje bezalkoholowe

- - Limonaad,
  - Kelluke,
  - Greibitoonik,
  - Valge Klaar,
  - Classic Jaffa,
  - RC Cola,
  - Royal Club,
  - kwas chlebowy Kali,

- woda Värska.

Największą grupę produktów stanowią piwa, które w większości produkowane są pod szyldem A. Le Coq. Marka Aura  obejmuje napoje bezalkoholowe, takie jak wody stołowe, soki, napoje owocowe (Aura Active). Jednym z najszerzej znanych za granicami Estonii produktów jest seria Fizz, do której zaliczyć należy różnosmakowe cydry. Dwa najpopularniejsze napoje to Limonaad (lemoniada) i tradycyjny Kelluke – marki znane w Estonii od lat 60. Przedsiębiorstwo prowadzi ożywiony eksport, głównie do Finlandii, Szwecji, Wielkiej Brytanii, na Łotwę i Litwę. Głównymi produktami eksportowymi są piwa, cydr, napoje long drink oraz soki.